# Bartholinite

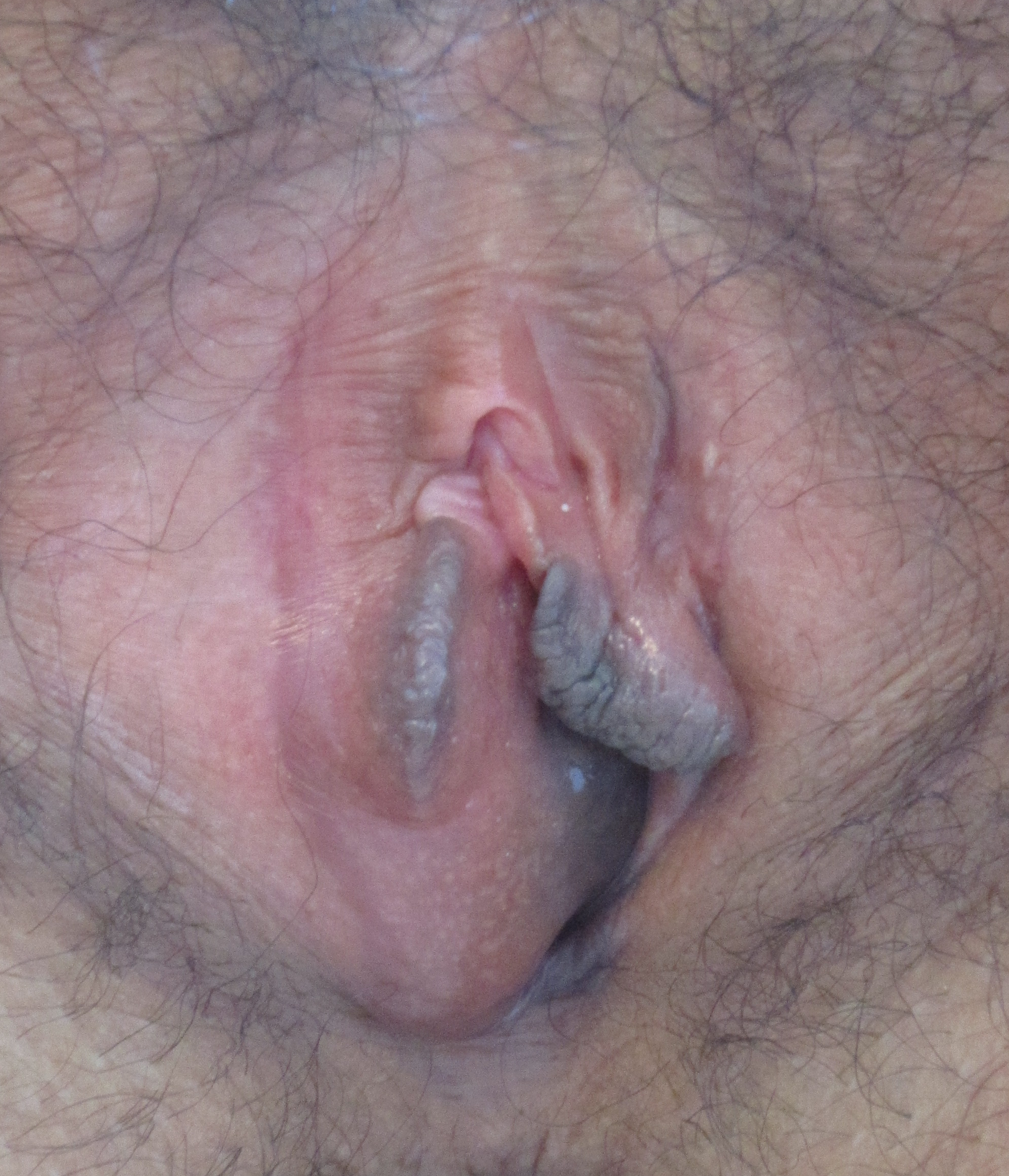
Bartholinite, cisto inchado rosa no lábio direito.

Bartholinite ou cisto de Bartholin é a inflamação das glândulas de Bartholin, que são casta acessórias dos lábios maiores da vulva. Afetam 2% das mulheres em algum momento de suas vidas. Podem formar abscessos.
Não confundir "cisto genital inflamado" com cistite(bexiga inflamada), a infecção urinária mais frequente.

## Causas
A bartholinite geralmente é causada por bactérias da flora bacteriana normal da pele como estafilococos e estreptococos (bactérias que são sexualmente transmissíveis) quando algo obstruí o ducto de saída da glândula.

## Sinais e sintomas
Normalmente a glândulas de Bartholin produzem muco para lubrificar a vagina e se localizam de cada lado da vulva. Quando se inflama se torna uma massa inchada, quente, vermelha e muito dolorosa que pode doer ao caminhar ou estar sentada e especialmente durante a relação sexual (dispareunia).

## Diagnóstico
Normalmente feito por um ginecologista, mas pode ser feito por um dermatologista, cirurgião ou por um médico clínico observando o cisto inflamado na vulva. Algumas vezes se faz biópsia para diferenciá-lo de um lipoma, papiloma, cancro duro, cancro mole ou em mulheres idosas, de um câncer de vulva.

## Tratamento
Os casos menos dolorosos podem ser tratado apenas com “banhos de assento” com água quente (35ºC) quatro vezes ao dia. Geralmente os banhos proporcionam algum alívio e podem ajudar a localizar a infecção e mesmo precipitar a drenagem espontânea. Normalmente melhora em 3 a 4 dias. A dor pode ser tratada com anti-inflamatórios como ibuprofeno. Contudo, nem sempre ocorre a resolução do problema, uma vez que o orifício da glândula é muito pequeno e se fecha rapidamente, fazendo a drenagem difícil. O pus pode ser drenado com um catéter.
Se a cateterização não resolver, se indica a drenagem através de uma incisão cirúrgica, que pode ser realizada com anestesia local num consultório médico. Podem ser prescritos antibióticos, mas, geralmente, não são necessários se o abcesso for drenado corretamente.
Pode ser considerado o procedimento de abertura permanentemente a glândula (marsupialização) em mulheres com abscessos recorrentes. Uma pequena abertura para facilitar a drenagem é cirurgicamente criada.

## Evolução e prognóstico
A probabilidade de uma recuperação completa é bastante alta. Pode haver o desenvolvimento de um cisto do ducto de Bartholin se o fluido purulento do abscesso for "encarcerado" nos tecidos adjacentes. Outras complicações são raras.